# West Ipswich
West Ipswich är en del av en befolkad plats i Australien. Den ligger i regionen Ipswich och delstaten Queensland, omkring 32 kilometer sydväst om delstatshuvudstaden Brisbane. Antalet invånare är 409.
Runt West Ipswich är det tätbefolkat, med 383 invånare per kvadratkilometer.. Närmaste större samhälle är Ipswich, nära West Ipswich. 
Omgivningarna runt West Ipswich är huvudsakligen savann. Genomsnittlig årsnederbörd är 1 252 millimeter. Den regnigaste månaden är januari, med i genomsnitt 248 mm nederbörd, och den torraste är oktober, med 34 mm nederbörd.